# 宮代大聖
宮代大聖（2000年5月26日—），日本足球運動員，司職前鋒。前日本20歲以下足球代表隊成員。現效力於日職球隊神戶勝利船。

## 俱乐部生涯
2019年，宮代大聖在川崎前鋒开始足球生涯。

## 日本國家足球隊
宮代大聖参加了2019年U-20世界盃。